# Elisabeth Maragall
Elisabeth Maragall Verge (* 25. November 1970 in Barcelona) ist eine ehemalige spanische Hockeyspielerin. Sie gewann 1992 die olympische Goldmedaille.

## Karriere
Elisabeth Maragall nahm mit der Spanischen Nationalmannschaft an den Olympischen Spielen 1992 in Barcelona teil. In der Vorrunde siegten die Spanierinnen zweimal und spielten gegen die Deutschen unentschieden. Im Halbfinale besiegten sie die Südkoreanerinnen nach Verlängerung. Im Finale gegen die Deutschen ging es ebenfalls in die Verlängerung. In der 83. Minute erzielte Elisabeth Maragall aus einer Spielsituation heraus den Siegtreffer zum 2:1.
Elisabeth Maragall ist die Urenkelin des Dichters Joan Maragall und die Nichte des Präsidenten des Organisationskomitees für die Olympischen Spiele 1992 Pasqual Maragall.